# Welcome to the AA
Welcome to the AA (afgekort WTTAA) is een Vlaamse podcast van stand-upcomedian Alex Agnew en radiopresentator Andries Beckers. In de podcast voert Agnew wekelijks een lang gesprek met telkens een andere gast. Beckers is hierbij aanwezig als co-presentator en is tevens producent van de podcast. Maandelijks wordt de podcast door zo'n 400.000 mensen beluisterd.

## Geschiedenis en concept
Alex Agnew en Andries Beckers begonnen met de podcast in 2018, geïnspireerd door de podcast van de Amerikaanse komiek Joe Rogan. De twee A's in de titel staan voor Alex en Andries. Ze speelden eerder samen in de Belgische heavymetalband Diablo Blvd. In de podcast voert Agnew iedere aflevering een lang interview of gesprek met telkens een andere gast. De afleveringen worden wekelijks iedere maandag online geplaatst op diverse streamingplatforms en als video op YouTube. Oorspronkelijk werden de afleveringen opgenomen bij Beckers thuis in Antwerpen, maar in de zomer van 2023 verhuisde men naar een studio in Lint. 
Op 9 april 2018 werd de eerste aflevering online geplaatst met Marcel Vanthilt als gast. Onder de gasten die in daaropvolgende afleveringen voorbij kwamen, bevonden zich onder andere Luk Wyns, William Boeva, Erik Van Looy, Michael Van Peel, De Romeo's, Joël De Ceulaer, Philippe Geubels, Geert Noels, Amelie Albrecht, Joost Vandecasteele, Kurkdroog en Lectrr. Op 10 februari 2020 kwam de honderdste aflevering online, waarin Agnew, Beckers en regelmatig terugkerende gast Xander De Rycke met ruim zes en een half uur de tot dan toe langste podcastaflevering van België maakten. In aflevering 145 in december 2020 wisten de drie hun eigen record nogmaals te verbreken. Op 14 april 2023 werd het vijfjarig bestaan van de podcast gevierd met een speciale uitzending vanuit de Arenbergschouwburg.

## Boek
- 5 years of welcome to the AA (Making Monday great since 2018) - Borgerhoff & Lamberigts - ISBN 9789072201737